# Mihai Tararache
Mihai Tararache (ur. 25 października 1977 w Bukareszcie) – rumuński piłkarz występujący na pozycji pomocnika.

## Kariera klubowa
Tararache zawodową karierę rozpoczynał w 1993 roku w zespole Gloria Bystrzyca. W 1994 roku zdobył z zespołem Puchar Rumunii. Na początku 1995 roku odszedł do Viktorii Bukareszt, jednak jeszcze w połowie tego samego roku został graczem Dinama Bukareszt. Tam spędził 3 lata.
W 1998 roku przeszedł do szwajcarskiego Grasshopper Club. W 2001 oraz w 2003 roku zdobył z nim mistrzostwo Szwajcarii. Przez 6 lat w barwach Grasshoppersu rozegrał 157 spotkań i zdobył 5 bramek. W 2004 roku odszedł do FC Zürich. W 2005 roku zdobył z nim Puchar Szwajcarii. W FC Zürich spędził 1,5 roku.
W styczniu 2006 roku Tararache podpisał kontrakt z niemieckim MSV Duisburg. W Bundeslidze zadebiutował 28 stycznia 2006 roku wygranym 1:0 pojedynku z VfB Stuttgart. 4 lutego 2006 roku w zremisowanym 2:2 spotkaniu z 1. FC Kaiserslautern strzelił pierwszego gola w Bundeslidze. W tym samym roku spadł z klubem do 2. Bundesligi. W 2007 roku wrócił z nim do Bundesligi, jednak w 2008 roku ponownie spadł do 2. Bundesligi. W 2011 roku zakończył karierę.

## Kariera reprezentacyjna
W reprezentacji Rumunii Tararache zadebiutował 15 sierpnia 2001 roku w zremisowanym 2:2 towarzyskim meczu ze Słowenią. W latach 2001–2005 w drużynie narodowej rozegrał w sumie 4 spotkania.